# Festival d'Ambronay
Le Festival d'Ambronay est un festival de musiques anciennes, qui se déroule chaque année, à Ambronay dans le département français de l'Ain en région Auvergne-Rhône-Alpes.
Le festival a lieu en octobre depuis sa création en 1980 par Alain Brunet.
Il est fortement lié au Centre culturel de rencontre d'Ambronay depuis sa création en 2003.

## Production musicale
L'une de ces vocations est de produire des enregistrements, dans les premières années, via par exemple le label Auvidis. Durant cette période, le musicien et chef de chœur Jordi Savall a été particulièrement impliqué dans les productions enregistrées au festival d'Ambronay.
Depuis 2005, le festival produit sous son propre label.

## Les lieux des concerts
Le principal lieu utilisé au cours du festival est l'Abbaye Notre-Dame d'Ambronay reconnue pour son acoustique exceptionnelle. Certains concerts se déroulent en dehors du village d'Ambronay, comme au Théâtre de Bourg-en-Bresse, au Monastère royal de Brou également à Bourg-en-Bresse, au Théâtre des Augustins de Montluel, à la Basilique Saint-Martin d'Ainay de Lyon, ou encore à la Cathédrale Saint-Jean de Belley.

## Les éditions
- en 2009 : le festival célèbre sa 30e édition et la consacre à la musique baroque. William Christie dirige Susanna de Haendel.

- en 2010 : cette édition a célébré la jeune génération : Marco Mencoboni et Cantar Lontano, Fabio Biondi, Manfredo Kraemer, Jean-Christophe Spinosi, Geoffroy Jourdain et les Cris de Paris, l'ensemble Amarillis, Emmanuel Bardon et Canticum Novum, Sébastien d'Hérin (clavecin) et Leonardo García Alarcón.

- en 2023: le 23 septembre, le festival est marqué par le décès, sur scène, du baryton argentin Alejandro Meerapfel alors qu'il interprète le rôle de Dieu le Père dans l'oratorio Il Dono della Vita eterna (Le don de la Vie éternelle), d’Antonio Draghi.